# Stausee Rundfahrt 2005
La Stausee Rundfahrt 2005, cinquantacinquesima edizione della corsa, valida come evento dell'UCI Europe Tour 2005 categoria 1.1, si svolse il 20 marzo 2005 su un percorso di 174 km. Fu vinta dall'italiano Danilo Napolitano, che giunse al traguardo con il tempo di 4h03'30" alla media di 42,874.
Alla partenza erano presenti 109 ciclisti di cui 97 tagliarono il traguardo.

## Ordine d'arrivo (Top 10)
| Pos. | Corridore            | Squadra        | Tempo    |
| ---- | -------------------- | -------------- | -------- |
| 1    | Danilo Napolitano    | LPR-Piacenza   | 4h03'30" |
| 2    | Aljaksandr Usaŭ      | AG2R Prév.     | s.t.     |
| 3    | Ján Svorada          | eD'System      | s.t.     |
| 4    | Murilo Fischer       | Naturino       | s.t.     |
| 5    | Samuele Marzoli      | Lampre-Caffita | s.t.     |
| 6    | Antonio D'Aniello    | Miche          | s.t.     |
| 7    | Grégory Rast         | Phonak         | s.t.     |
| 8    | Mario de Sárraga     | Naturino       | s.t.     |
| 9    | Massimiliano Gentili | Naturino       | s.t.     |
| 10   | Fabio Borghesi       | Miche          | s.t.     |